# Pitar laetus
Pitar laetus is een tweekleppigensoort uit de familie Veneridae. De wetenschappelijke naam is gepubliceerd in 1758 door Linnaeus in de tiende editie van Systema naturae. 